# Mirosława Marody
Mirosława Renata Marody (ur. 11 kwietnia 1947) – polska socjolog, profesor nauk humanistycznych, wykładowca Uniwersytetu Warszawskiego (na stanowisku profesora zwyczajnego).

## Życiorys
W 1970 ukończyła studia socjologiczne w Instytucie Socjologii Uniwersytetu Warszawskiego. Doktoryzowała się w Instytucie Filozofii i Socjologii PAN, natomiast stopień doktora habilitowanego uzyskała w 1985 na Wydziale Filozofii i Socjologii UW. W 1994 uzyskała tytuł profesora nauk humanistycznych. Pracowała w Instytucie Socjologii Uniwersytetu Warszawskiego. W pracy badawczej i naukowej zajęła się zagadnieniami dotyczącymi społeczeństwa ponowoczesnego, społeczeństwa polskiego oraz społecznej historii jednostki. Do 2019 wypromowała kilkanaście prac doktorskich oraz recenzowała kilkanaście prac doktorskich i habilitacyjnych. Jest członkiem rzeczywistym Polskiej Akademii Nauk, została wiceprezesem prezydium PAN, a także członkinią Collegium Invisibile.
Członek Rady Języka Polskiego VI i VII kadencji.

## Odznaczenia
Odznaczona Złotym Krzyżem Zasługi oraz Krzyżem Oficerskim Orderu Odrodzenia Polski (2011).

## Wybrane publikacje
- Sens teoretyczny a sens empiryczny pojęcia postawy: analiza metodologiczna zasad doboru wskaźników w badaniach nad postawami, 1976
- Język propagandy i typy jego odbioru, 1984
- Warunki trwania i zmiany ładu społecznego w relacji do stanu świadomości społecznej: (próba opisu i wyjaśnień), 1986
- Długi finał, 1995
- Polacy'80: wizje rzeczywistości dnia (nie)codziennego, 2004
- Przemiany więzi społecznych: zarys teorii zmiany społecznej, 2004
- Kulturowe aspekty transformacji ekonomicznej (red.), 2007
- Wymiary życia społecznego: Polska na przełomie XX i XXI wieku (red.), 2007